# Hamad bin Isa Al Jalifa
Hamad bin Isa Al Jalifa (Manama, 28 de enero de 1950) es el actual rey de Baréin. Reinó con el título de emir desde la muerte de su padre, el primer titular, Isa bin Salman Al Jalifa en 1999 hasta 2002, cuando el nombre del país cambió oficialmente al de Reino de Baréin.

## Primeros años y educación
Hamad bin Isa Al Khalifa nació en Riffa el 28 de enero de 1950, como hijo del entonces príncipe heredero Isa bin Salman Al Jalifa y su esposa, Hessa bint Salman Al Khalifa.
Tras finalizar sus estudios secundarios en Manama, Hamad fue enviado a Inglaterra para asistir al Applegarth College en Godalming, Surrey, antes de ser matriculado en The Leys School de la Universidad de Cambridge. Posteriormente se sometió a entrenamiento militar, primero con el ejército británico en la Escuela de Cadetes de Oficiales de Mons en Aldershot, Hampshire, graduándose en septiembre de 1968. Cuatro años más tarde, en junio de 1972, asistió a la Escuela de Comando y Estado Mayor del Ejército de los Estados Unidos, de la cual se graduó el junio siguiente con un título en liderazgo.

## Príncipe heredero
Hamad fue designado heredero aparente por su padre el 27 de junio de 1964. En 1968, fue nombrado presidente del consejo de riego y del consejo municipal de Manama. Ese mismo año ingresó a la Guardia Nacional de Baréin, siendo nombrado su comandante, puesto que ocupó hasta 1969, cuando fue nombrado comandante en jefe de las Fuerzas de Defensa. En 1970, se convirtió en jefe del departamento de defensa y en vicepresidente del consejo administrativo, permaneciendo en ambas oficinas hasta 1971. Desde ese año hasta 1988 fue ministro de Estado de Defensa.

## Reinado
El 6 de marzo de 1999, con la muerte de su padre, Hamad se convirtió en Emir de Baréin. Tras asumir el cargo trajo varias reformas políticas al país, como la liberación de todos los presos políticos, la disolución del Tribunal de Seguridad del Estado y la abolición del Decreto de 1974 sobre Medidas de Seguridad del Estado –que permitía al gobierno arrestar y encarcelar a personas sin juicio–, además de permitir el ingreso a ciudadanos exiliados. En 2002 se declaró Rey de Baréin, al tiempo que en el país se instauraba una monarquía constitucional y cambiaba su nombre al de Reino de Baréin.
Aunque durante reinado del rey Hamad ha visto la admisión de chiitas en puestos en el gobierno, todavía existe el pedido una distribución más equitativa de los mismos, ya que la gran mayoría, incluyendo en las Fuerzas de Defensa están ocupados por sunitas. A su vez, la familia real, Al Jalifa, encabeza un gran número de puestos ministeriales y gubernamentales.
El 14 de febrero de 2011, décimo aniversario de un referéndum a favor de la Carta de Acción Nacional y noveno aniversario de la redacción de la Constitución de 2002, el país se vio sacudido por protestas inspiradas en la Primavera Árabe y coordinadas por una página de Facebook llamada "Day of Rage in Bahrein", una página que cosechó decenas de miles de "me gusta" apenas una semana después de ser creada. El gobierno de Baréin respondió con lo que se ha descrito como una represión "brutal"  contra las protestas, incluidas las violaciones de los derechos humanos que causaron ira. Más tarde, los manifestantes exigieron que Hamad renunciara al trono.
En junio de 2011, Hamad encargó a la Comisión de Investigación Independiente de Baréin (BICI), encabezada por el abogado de derechos humanos M. Cherif Bassiouni, que investigara los acontecimientos relacionados con los disturbios. El establecimiento de dicha comisión fue elogiado por Barack Obama y la comunidad internacional como un paso hacia el establecimiento de responsabilidad y rendición de cuentas por los eventos del levantamiento de 2011-2012. La BICI informó sus hallazgos en noviembre de 2011 y la secretaria de Estado de los Estados Unidos, Hillary Clinton, "elogió la iniciativa del rey Hamad bin Isa al-Khalifa de encargarlo". En agosto de 2012, Amnistía Internacional declaró que "la respuesta del gobierno solo ha arañado la superficie de estos problemas. Las reformas han sido parciales, tal vez con el objetivo de apaciguar a los socios internacionales de Baréin, y no han proporcionado una responsabilidad real y justicia a las víctimas".
Hamad fue invitado por la corte británica a la boda del príncipe Guillermo de abril de 2011, pero se negó en medio de protestas de activistas de derechos humanos, que se habían comprometido a interrumpir su estancia en Gran Bretaña debido a su violenta respuesta a los manifestantes.
En agosto de 2020, el rey Hamad explicó al secretario de Estado de Estados Unidos, Mike Pompeo, que Baréin estaba comprometido con la creación de un Estado palestino, rechazando implícitamente la normalización de los lazos con Israel. Sin embargo, el 11 de septiembre de 2020, se anunció que ambos países habían acordado establecer relaciones diplomáticas plenas, lo cual se oficializó el día 15 de ese mes con la firma de un acuerdo en la Casa Blanca, Washington D.C.

## Vida personal
Contrajo matrimonio con su primera esposa (y prima hermana), la Jequesa Sabika bint Ibrahim Al Jalifa, el 9 de octubre de 1968, teniendo cuatro hijos:
- Jeque Salman bin Hamad bin Isa Al Jalifa, Príncipe Heredero de Baréin, nacido el 21 de octubre de 1969.
- Jeque Abdalá bin Hamad Al Jalifa, nacido el 30 de junio de 1975.
- Jeque Jalifa bin Hamad Al Jalifa, nacido el 4 de junio de 1977.
- Jequesa Najla bint Hamad Al Jalifa, nacida el 20 de mayo de 1981.

Posteriormente, se casó en tres ocasiones más, teniendo ocho hijos más.
Tiene un interés especial con los caballos árabes y estableció los establos Amiri en junio de 1977, y que han sido registrados en la Organización Mundial de Caballos Árabes en septiembre de 1978. También tiene un gran interés en preservar su cultura y en la continuidad de varias actividades deportivas y de ocio como la cetrería, golf, pesca, tenis y fútbol.

## Títulos y tratamientos
Esta tabla aún no está actualizada. Puedes contribuir aportando información sobre títulos y tratamientos de esta persona.

## Distinciones honoríficas

### Distinciones honoríficas bareiníes
- Soberano Gran Maestre de la Orden de Al Jalifa.
- Soberano Gran Maestre de la Orden del Jeque Isa bin Salman Al Jalifa.
- Soberano Gran Maestre de la Orden de Ahmad el Conquistador.
- Soberano Gran Maestre de la Orden de Baréin.
- Soberano Gran Maestre de la Orden del Renacimiento del Rey Hamad.
- Soberano Gran Maestre de la Orden del Valor Militar.
- Soberano Gran Maestre de la Orden de la Competencia.

### Distinciones honoríficas extranjeras
- Miembro de primera clase de la Orden del Rey Abdelaziz (Reino de Arabia Saudita, 04/04/1967).
- Caballero gran cordón de la Orden de la Estrella de Jordania (Reino Hachemita de Jordania, 01/02/1967).
- Miembro de primera clase de la Orden de los Dos Ríos (República de Irak, 22/02/1969).
- Caballero gran collar de la Orden de Muhammad (Reino de Marruecos, 16/10/1970).
- Caballero gran cordón de la Suprema Orden del Renacimiento (Reino Hachemita de Jordania, 01/09/1972).
- Caballero gran cordón de la Orden de la República (República Árabe de Egipto, 24/01/1973).
- Caballero gran collar de la Orden de la Corona (Imperio de Irán, 28/04/1973).
- Miembro de primera clase de la Orden de la Estrella (República de Indonesia, 08/10/1977).
- Caballero gran cruz de la Orden Nacional del Mérito (República Islámica de Mauritania, 01/04/1978).
- Caballero comendador de honor de la Orden de San Miguel y San Jorge (Reino Unido, 15/02/1979).
- Miembro de primera clase de la Orden del Gran Conquistador (Libia, 01/09/1979).
- Caballero gran cruz de la Real Orden de Isabel la Católica (Reino de España, 04/12/1981).[19]
- Caballero gran collar de la Orden de Hussein ibn Ali (Reino Hachemita de Jordania, 04/11/1999).
- Miembro de la Orden de la Corona del Reino (Federación de Malasia, 2000).
- Caballero gran collar de la Orden de Zayed (Emiratos Árabes Unidos, 02/02/2005).
- Miembro de primera clase de la Orden de la Unidad (República de Yemen, 25/03/2010).[20]
- Caballero gran collar de la Orden del Rey Abdelaziz (Reino de Arabia Saudita, 16/04/2010).
- Caballero gran cruz de la Orden de Dannebrog (Reino de Dinamarca, 04/02/2011).
- Collar de la Orden de la Estrella de Palestina (Autoridad Nacional Palestina, 10/04/2017).[21]
- Real Orden Familiar de la Corona de Brunéi (DKMB, 03/05/2017).[22]
- Miembro de la Orden de la Neutralidad (República de Turkmenistán, 18/03/2019).[23]
- Caballero gran collar de la Orden Nacional de la Cruz del Sur (República Federativa del Brasil, 12/11/2021).[24]
- Caballero de Primera Clase de la Orden Civil de Omán (Sultanato de Omán, 24/10/2022).[25]
- Caballero gran comandante de la Estimadísima Real Orden Familiar de Johor [DK I] (Sultanato de Johor).
- Caballero gran cruz de la Orden Nacional del Mérito (República Francesa).

## Ancestros
|  |                                           |  |  |  |  |  |  |  |  |  |  |  |  |  |  |  |
|  | 16. Isa bin Ali Al Jalifa                 |  |  |  |  |  |  |  |  |  |  |  |  |  |  |  |
|  |                                           |  |  |  |  |  |  |  |  |  |  |  |  |  |  |  |
|  |                                           |  |  |  |  |  |  |  |  |  |  |  |  |  |  |  |
|  | 8. Hamad bin Isa Al Jalifa                |  |  |  |  |  |  |  |  |  |  |  |  |  |  |  |
|  |                                           |  |  |  |  |  |  |  |  |  |  |  |  |  |  |  |
|  |                                           |  |  |  |  |  |  |  |  |  |  |  |  |  |  |  |
|  | 17. Haya bint Muhammad Al Jalifa          |  |  |  |  |  |  |  |  |  |  |  |  |  |  |  |
|  |                                           |  |  |  |  |  |  |  |  |  |  |  |  |  |  |  |
|  |                                           |  |  |  |  |  |  |  |  |  |  |  |  |  |  |  |
|  | 4. Salman bin Hamad Al Jalifa             |  |  |  |  |  |  |  |  |  |  |  |  |  |  |  |
|  |                                           |  |  |  |  |  |  |  |  |  |  |  |  |  |  |  |
|  |                                           |  |  |  |  |  |  |  |  |  |  |  |  |  |  |  |
|  | 18. Salman bin Duaij Al Jalifa            |  |  |  |  |  |  |  |  |  |  |  |  |  |  |  |
|  |                                           |  |  |  |  |  |  |  |  |  |  |  |  |  |  |  |
|  |                                           |  |  |  |  |  |  |  |  |  |  |  |  |  |  |  |
|  | 9. una hija de Salman bin Duaij Al Jalifa |  |  |  |  |  |  |  |  |  |  |  |  |  |  |  |
|  |                                           |  |  |  |  |  |  |  |  |  |  |  |  |  |  |  |
|  |                                           |  |  |  |  |  |  |  |  |  |  |  |  |  |  |  |
|  | 2. Isa bin Salman Al Jalifa               |  |  |  |  |  |  |  |  |  |  |  |  |  |  |  |
|  |                                           |  |  |  |  |  |  |  |  |  |  |  |  |  |  |  |
|  |                                           |  |  |  |  |  |  |  |  |  |  |  |  |  |  |  |
|  | 20. Abdullah Al Jalifa                    |  |  |  |  |  |  |  |  |  |  |  |  |  |  |  |
|  |                                           |  |  |  |  |  |  |  |  |  |  |  |  |  |  |  |
|  |                                           |  |  |  |  |  |  |  |  |  |  |  |  |  |  |  |
|  | 10. Hamad bin Abdullah Al Jalifa          |  |  |  |  |  |  |  |  |  |  |  |  |  |  |  |
|  |                                           |  |  |  |  |  |  |  |  |  |  |  |  |  |  |  |
|  |                                           |  |  |  |  |  |  |  |  |  |  |  |  |  |  |  |
|  | 5. Mouza bint Hamad Al Jalifa             |  |  |  |  |  |  |  |  |  |  |  |  |  |  |  |
|  |                                           |  |  |  |  |  |  |  |  |  |  |  |  |  |  |  |
|  |                                           |  |  |  |  |  |  |  |  |  |  |  |  |  |  |  |
|  | 1. Hamad bin Isa Al Jalifa                |  |  |  |  |  |  |  |  |  |  |  |  |  |  |  |
|  |                                           |  |  |  |  |  |  |  |  |  |  |  |  |  |  |  |
|  |                                           |  |  |  |  |  |  |  |  |  |  |  |  |  |  |  |
|  | 24. Khalid bin Ali Al Jalifa              |  |  |  |  |  |  |  |  |  |  |  |  |  |  |  |
|  |                                           |  |  |  |  |  |  |  |  |  |  |  |  |  |  |  |
|  |                                           |  |  |  |  |  |  |  |  |  |  |  |  |  |  |  |
|  | 12. Ibrahim bin Khalid Al Jalifa          |  |  |  |  |  |  |  |  |  |  |  |  |  |  |  |
|  |                                           |  |  |  |  |  |  |  |  |  |  |  |  |  |  |  |
|  |                                           |  |  |  |  |  |  |  |  |  |  |  |  |  |  |  |
|  | 6. Salman bin Ibrahim Al Jalifa           |  |  |  |  |  |  |  |  |  |  |  |  |  |  |  |
|  |                                           |  |  |  |  |  |  |  |  |  |  |  |  |  |  |  |
|  |                                           |  |  |  |  |  |  |  |  |  |  |  |  |  |  |  |
|  | 26. Salman bin Isa Al Jalifa Al Haj       |  |  |  |  |  |  |  |  |  |  |  |  |  |  |  |
|  |                                           |  |  |  |  |  |  |  |  |  |  |  |  |  |  |  |
|  |                                           |  |  |  |  |  |  |  |  |  |  |  |  |  |  |  |
|  | 13. Haya bint Salman Al Jalifa            |  |  |  |  |  |  |  |  |  |  |  |  |  |  |  |
|  |                                           |  |  |  |  |  |  |  |  |  |  |  |  |  |  |  |
|  |                                           |  |  |  |  |  |  |  |  |  |  |  |  |  |  |  |
|  | 27. Aisha bint Ali Al Jalifa              |  |  |  |  |  |  |  |  |  |  |  |  |  |  |  |
|  |                                           |  |  |  |  |  |  |  |  |  |  |  |  |  |  |  |
|  |                                           |  |  |  |  |  |  |  |  |  |  |  |  |  |  |  |
|  | 3. Hessa bint Salman Al Jalifa            |  |  |  |  |  |  |  |  |  |  |  |  |  |  |  |
|  |                                           |  |  |  |  |  |  |  |  |  |  |  |  |  |  |  |
|  |                                           |  |  |  |  |  |  |  |  |  |  |  |  |  |  |  |